# Теудебальд
Теудебальд (д/н — бл. 746) — останній герцог Алеманії в 709—746 роках.

## Життєпис
Походив з баварського (або франкського) роду Агілольфінгів. Другий син Готфріда, герцога Алеманії, та доньки Теодона II Баварського. У 709 році після смерті батька разом з братом Лантфрідом розпочав боротьбу з представником алеманської знаті Віллехарі щодо влади над Алеманією. Брати звернулися по допомогу до мажордома Піпіна Герістальського, який здійснив походи до Алеманії в 709 і 712 роках. В результаті Теудебальд з братом встановили владу над зарейнською Алеманією (Ельзас ще раніше було викокремлено). Брати поділили володіння. При цьому Теудебальд отримав південну Алеманію.
Після смерті Піпіна Герістальського у 714 році Лантфрід з братом вирішили здобути самостійність. Проти цього виступив мажордом Карл Мартел, який 722 року завдав поразки алеманським герцогам, змусивши їх підкоритися. Але вже 723 року вони знову повстали. Ще більше стосунки погіршилися через заснування на землях Алеманії Святим Пірміном абатства Райхенау, яке отримало підтримку Карла Мартела. Лантфрід з братом розглядалися це як обмеження їх прав герцогів. У 727 році Тедуеберт вигнав з монастиря Пірміна, а 732 року — його наступника абата Хеддона.
У 730 році після загибелі брата об'єднав Алеманію. Втім Карл Мартел скористався конфліктом герцога з абатством Райхенау, здійснивши успішний похід до Алеманії. Тедуеберт вимушений був тікати до Баварії. У 741 році після смерті Мартела зумів повертися до Алеманії, де знову став герцогом. У відповідь 742 році сини Карла Мартела — мажордоми Піпін Короткий і Карломан завдали поразки Тедуебальду, який втім залишився при владі, визнавши владу мажордомів.
У 742 році з наміром повернути колишні алеманські землі вдерся до Ельзасу, де переміг та вбив тамтешнього герцога Луіутфріда. Водночас проти франків повстали бавари, сакси, тюринги, васкони. До 744 року Теудебальд утримував Ельзас за собою. 744 року армія Піпіна і Карломана завдала поразки алеманам, а Теудебальд відмовився від прав на Ельзас. У 745 році війська франків знову рушили проти Теудебальда, який зазнав поразки й загинув десь на початку 746 року. Після цього Піпін та Карломан розділили Алеманію на два графства — Вестбаар і Остбаар, де поставили очільниками франків. У 770 році Вестбаар було розділено ще на 4 графства.